# Magnús Stephensen
Magnús Stephensen (ur. 27 grudnia 1762 w Leirársveit, zm. 17 marca 1833) – islandzki urzędnik, prawnik, wydawca i poeta.

## Życiorys
Ukończył studia na Wydziale Prawa Uniwersytetu Kopenhaskiego i pełnił na Islandii urząd najwyższego sędziego. Propagował tam francuskie wzory oświeceniowe, co nie cieszyło się zrozumieniem miejscowych elit intelektualnych nastawionych na rodzime wzorce odrodzenia narodowego. Był założycielem Islandzkiego Towarzystwa Oświatowego. Zainicjował wydawanie dwóch czasopism, stopniowo stając się najwybitniejszym wydawcą swoich czasów na wyspie. Był też właścicielem drukarni i autorem podręczników do różnych zajęć praktycznych. Pisał utwory poetyckie, które nie były jednak dobrze oceniane.
Do jego najważniejszych dzieł należą:
- Posłowie do XVIII stulecia (isl. Eftérmaeli 18 aldar, 1806),
- Poezje (isl. Ljódmaeli, 1842, wydanie pośmiertne)[1].